# Малиновская улица
Малино́вская у́лица — улица в городе Пушкине Пушкинского района Санкт-Петербурга. Проходит от Кедринской улицы до улицы Архитектора Данини.
Названа в честь первого директора Императорского Царскосельского лицея В. Ф. Малиновского. Улица начинается примерно от того места, где когда-то находилась дача Малиновского. Малиновский прожил здесь три года, однако сама дача, а вслед за ней и местность стала называться Малиновской дачей.
Несмотря на наличие застройки, долгое время проезжей части на значительном протяжении Малиновской улицы не существовало. В 2010—2011 годах дорога была построена: по заказу комитета по строительству работы вело ООО «Строительная компания „Орион плюс“». Введен объект был в 2013 году.